# Bouloc (Tarn-et-Garonne)
Bouloc település Franciaországban, Tarn-et-Garonne megyében. Lakosainak száma 189 fő (2022. január 1.). Bouloc Belvèze, Lauzerte, Sainte-Juliette és Montcuq-en-Quercy-Blanc községekkel határos.

## Népesség
A település népességének változása:
| Lakosok száma | 208  | 192  | 198  | 189  | 191  | 193  | 192  | 189  | 189  |
|               | 2013 | 2015 | 2016 | 2017 | 2018 | 2019 | 2020 | 2021 | 2022 |